# 양후청

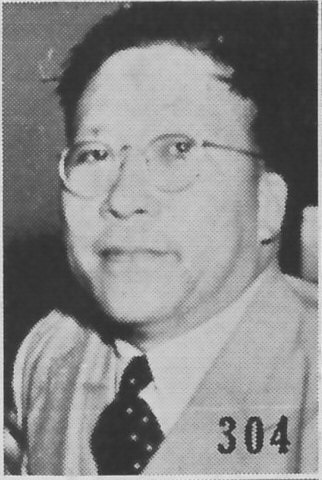

양후청(楊虎城, 1893년, 섬서성 푸청현 (웨이난시) ~ 1949년)은 중화민국의 군벌이다. 장쉐량과 함께, 시안 사건의 주동자이다.